# Martha fille de Boethus
Martha, fille de Boethus (hébreu : מרתא בת ביתוס Marta bat Baïtos, appelée Myriam bat Baïtos dans Lamentations Rabba), est dans la Mishna, le Talmud babylonien et Flavius Josèphe, l'une des femmes les plus riches de Jérusalem dans la période antérieure à la destruction du Temple de Jérusalem en 70 ap. J.-C. (Talmud Gittin 56a; Talmud Ketoubot 104a; Flavius Josèphe, la Guerre des Juifs). Le Talmud rapporte en plusieurs endroits sa richesse, Atirta diYroushalem havya (« elle était la couronne de Jérusalem »), au point que son nom est devenu synonyme d'une personne possédant une énorme fortune.

## Éléments biographiques
Après que son premier mari est mort, elle se fiance avec Jésus de Gamala (Mishna Yévamot 6:4;. Talmud Yévamot 61a), appelé aussi Jésus fils de Gamaliel. Celui-ci lui aurait promis le mariage si elle obtenait que le roi Agrippa II le nomme Grand prêtre d'Israël.
Son mari Jésus de Gamala (ou Jésus fils de Gamaliel), s'engage dans la Grande révolte juive dès le début (66). Toutefois, il en vient à s'opposer aux Zélotes, surtout après la nomination de Pinhas ben Chmouel (en) au poste de Grand Prêtre. Ce choix a été effectué par tirage au sort au sein d'une tribu sacerdotale dont c'est la seule mention. Il est alors exécuté (c. 68) en compagnie de deux autres dirigeants juifs.
Martha survit à son mari. Dans le Talmud, ses malheurs pendant le siège de Jérusalem sont décrits par des allusions demeurées hermétiques et des paraboles. La légende raconte qu'elle serait morte pour avoir posé pour la première fois de sa vie ses pieds nus sur le sol de Jérusalem jonché d'ordures. Il existe toutefois d'autres versions.

## Dans le Talmud
Par allusion midrashique, Rav Assi (en) a dit qu'elle a payé au roi Jannai (Alexandre Jannée représente ici Agrippa II) une quantité d'argent égale en taille à 72 œufs pour qu'il désigne son mari Joshua (Jésus de Gamala) comme prêtre (Talmud Yoma 18a), alors que le Sanhédrin ne l'avait pas élu à ce poste (Talmud Yévamot 61a.).
Il y a consensus pour estimer que dans ce midrash Alexandre Jannée représente Agrippa II. Flavius Josèphe relate d'ailleurs des faits équivalents, puisqu'il indique que Martha aurait versé une forte somme d'argent à Agrippa II pour que Jésus de Gamala, son fiancé ou son mari, soit nommé Grand prêtre d'Israël.
La Mishna utilise cet exemple pour asseoir la jurisprudence selon laquelle un prêtre qui fiance une veuve et devient par la suite prêtre peut consommer le mariage (Michna Yévamot 6:4;. Talmud Yévamot 61a), alors que la règle générale était qu'un grand-prêtre ne doit pas épouser une veuve (Mishna Yévamot 6:4).
Frederick Baltz fait remarquer qu'en Sukkah 52b, Martha a un fils appelé Eléazar (Lazare), ce qui confirme que le nom "Éléazar" était bien un des noms utilisés dans la famille. Pour lui, le Lazare des évangiles n'est donc pas le frère de Martha, mais son fils.
Le Talmud raconte l'histoire de son dernier jour au cours du siège de Jérusalem (Talmud de Babylone Gittin 56a). À cette époque, Martha a envoyé son serviteur lui apporter un peu de farine fine, mais elle avait été toute vendue. Il lui a dit qu'il n'y avait pas de farine fine, mais qu'il y avait de la farine blanche. Elle l'a alors envoyé pour qu'il lui apporte un peu de farine blanche. Mais au moment où il est arrivé, la farine blanche avait aussi été vendue. Il lui a dit qu'il n'y avait plus de farine blanche, mais qu'il y avait de la farine foncée. Elle l'a envoyé pour qu'il lui rapporte un peu de farine foncée. Mais au moment où il est arrivé, la farine foncée avait été vendue. Il lui a alors dit qu'il n'y avait plus de farine foncée, mais qu'il y avait de la farine d'orge. Elle l'a envoyé pour qu'il lui rapporte un peu de farine d'orge. Mais au moment où il est arrivé, la farine d'orge avait également été vendue. En désespoir de cause, sans même mettre ses chaussures, elle est sortie pour voir si elle pouvait trouver quelque chose à manger. Elle meurt alors pour avoir posé pour la première fois de sa vie ses pieds nus sur le sol de Jérusalem jonché d'ordures.
Cohen N. G. indique toutefois qu'une autre version existe dans le Talmud de Jérusalem en Yebamot 6:4 et une troisième chez Flavius Josèphe (Guerre des Juifs, livre VI, III, 4 (201)). Trait commun aux trois versions: l'inutilité ou la nocivité des richesses. Pour Cohen, ce sont les citations bibliques accompagnant les versions talmudiques qui précisent le sens théologique de cet épisode. Ainsi Rabban Yoḥanan ben Zakkaï lui applique le verset biblique, « La plus délicate et la plus amollie des femmes de ton peuple, si délicate et amollie qu'elle n'aurait pas essayé de poser à terre la plante de son pied (Deut. 28:56) », ce qui semble ne pas renvoyer à la mort de Martha, mais à l'épisode que Flavius Josèphe raconte dans la (Guerre des Juifs (VI, III, 4), où la femme anonyme chez Flavius Josèphe pourrait donc être Martha. En Gittin 56a, la narration se termine par: « Lorsque Martha était sur le point de mourir, elle a fait apporter tout son or et tout son argent et l'a jeté dans la rue, en disant: Quel bien cela m'apporte-t-il, donnant ainsi effet au verset, "Ils jetteront leur argent dans les rues (Ézéchiel 7:19)". »